# Западноиндийска патица свирачка
Западноиндийска патица свирачка (Dendrocygna arborea), също кубинска дървесна патица, е вид птица от семейство Патицови (Anatidae). Видът е световно застрашен, със статут Уязвим.

## Разпространение и местообитание
Разпространен е в Американските Вирджински острови, Антигуа и Барбуда, Бахамските острови, Британските Вирджински острови, Доминиканската република, Кайманови острови, Куба, Пуерто Рико, Сейнт Китс и Невис, Търкс и Кайкос, Хаити и Ямайка.